# Dianatempel (München)

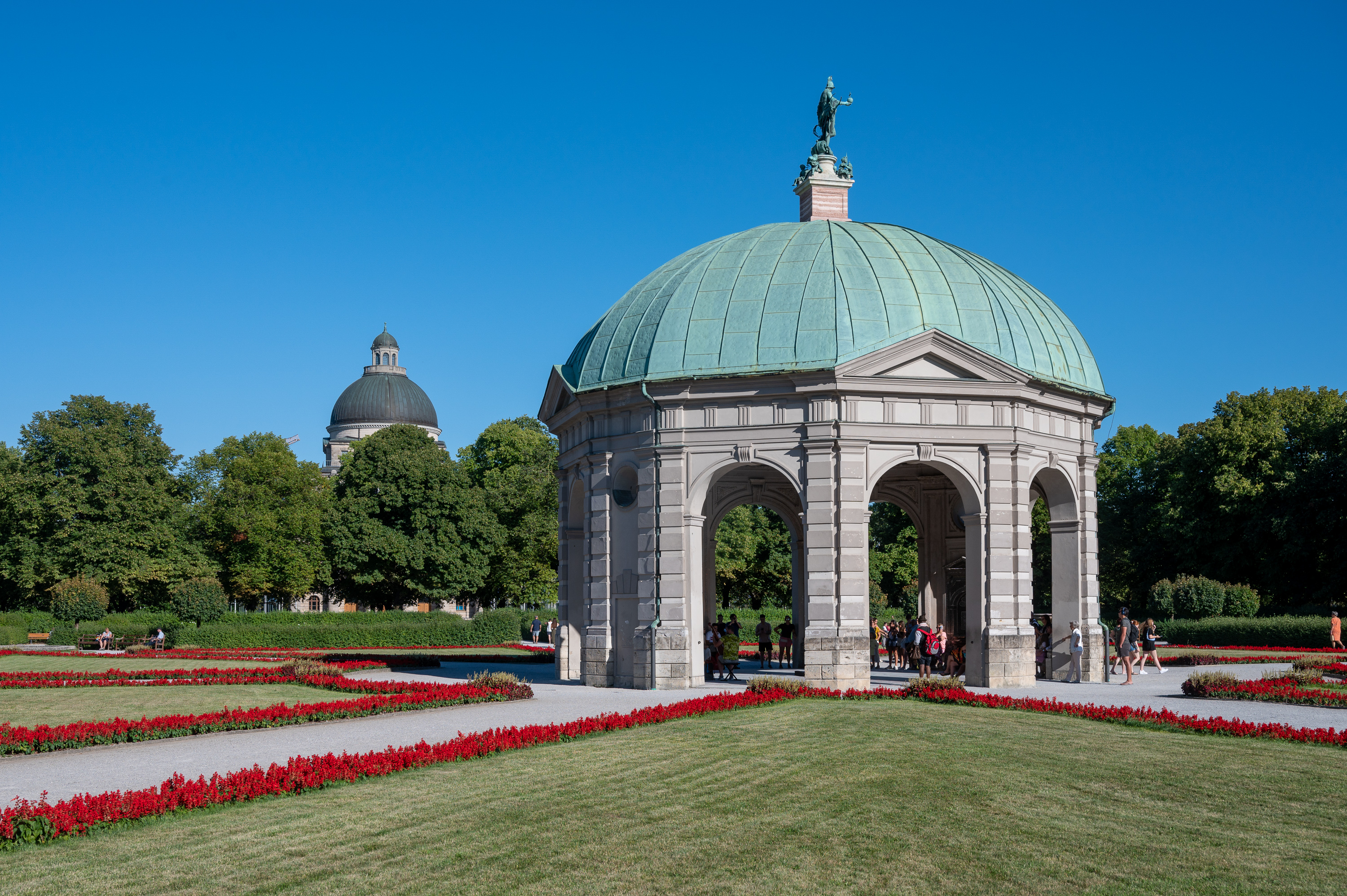
Dianatempel im Zentrum des Münchner Hofgartens

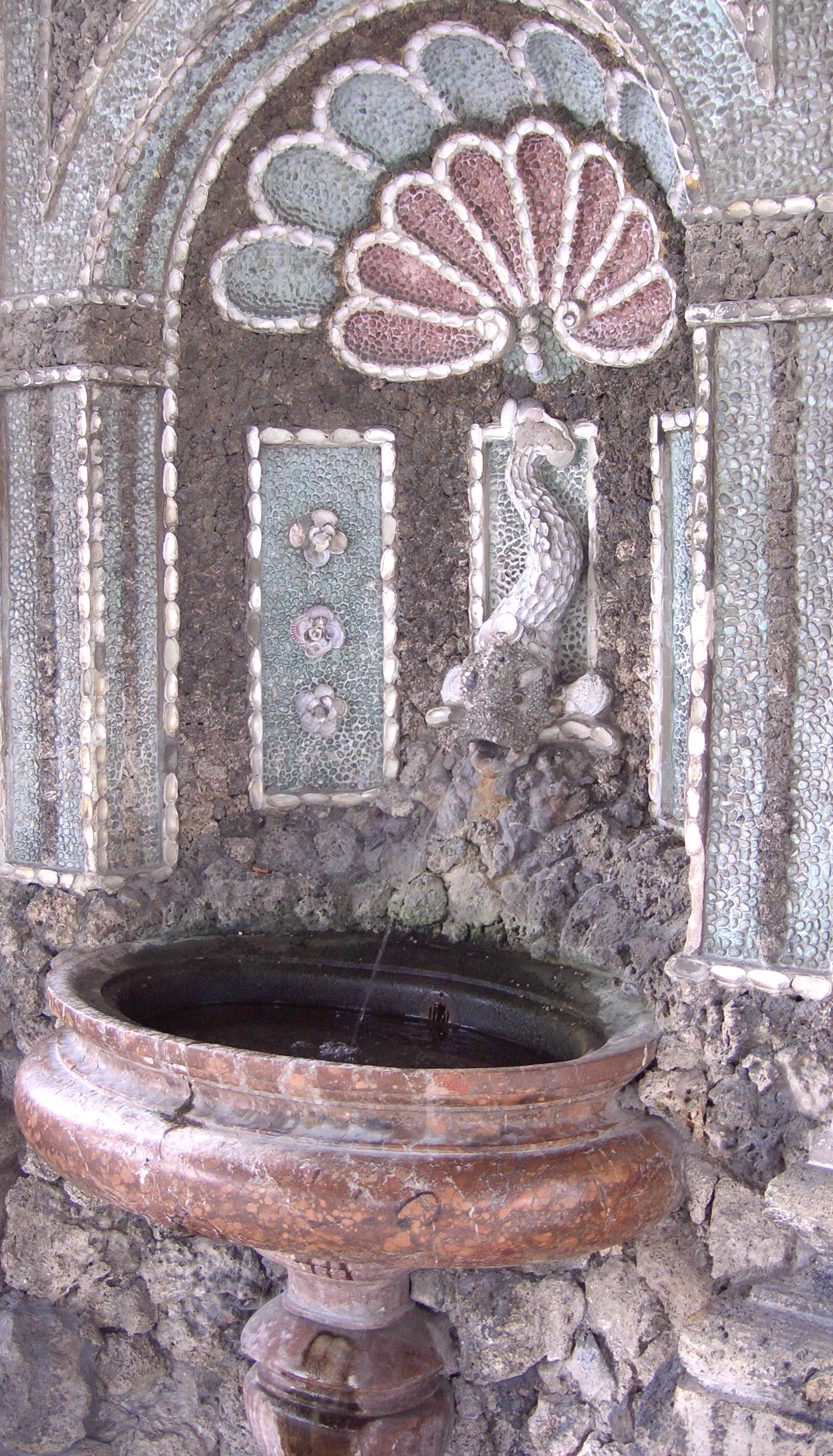
Muschelbrunnen im Dianatempel

Der Dianatempel im Münchner Hofgarten, dem Renaissance-Garten der Münchner Residenz, ist ein 1614 errichteter zwölfeckiger Pavillon mit acht offenen und vier geschlossenen Rundbogenarkaden. Er steht am Kreuzungspunkt der Haupt- und Diagonalachsen des Gartens.

## Geschichte
Der Dianatempel wurde zusammen mit dem Hofgarten von 1614 (Fundamentaushub nach den Rechnungen) bis 1616 im antikisierenden Stil der Renaissance errichtet und geht auf Maximilian I., Kurfürst von Bayern zurück. Der Tempel bildet das Zentrum des Gartens und wurde wahrscheinlich durch den Hofarchitekten Hans Krumpper entworfen, von dem ein zeichnerischer Entwurf für die (nicht erhaltene) Bemalung der Holzdecke bekannt ist und der Teile der Bronzebekrönung schuf.

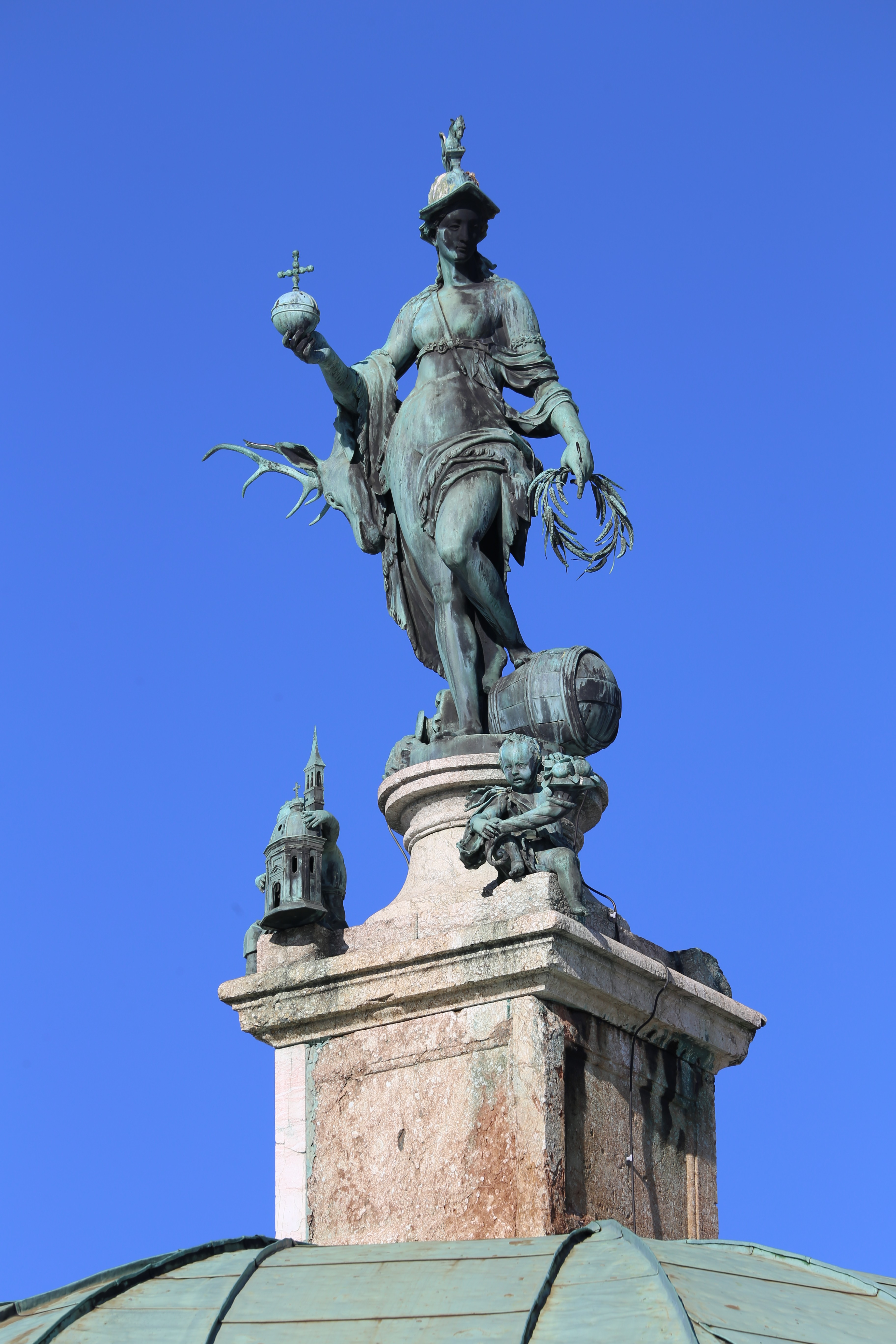
Tellus-Bavarica-Statue

Auf dem Pavillon befindet sich eine berühmte Bronzefigur, ursprünglich eine Statue der Göttin Diana, die der Hofbildhauer Hubert Gerhard schon um 1600 für einen Brunnen des Residenzhofgartens an der Stelle des heutigen Königsbauhofes geschaffen hatte. Ursprünglich mit Helm, Hirschgeweih, Fell und Ährenkranz ausgestattet, wurde sie von Hans Krumpper mit vier Sockelputten ergänzt 1615 auf dem Hofgartentempel aufgestellt, nun umgedeutet zur Tellus Bavarica. 1623 erhielt sie einen Reichsapfel statt des Ährenkranzes, so die von Maximilian I. neu erworbene Kurwürde symbolisierend. Die Statue auf dem Hofgartentempel ist eine Kopie, das Original befindet sich im Residenzmuseum.
Im Tempel selbst sind vier Muschelbrunnen als Wandbrunnen zu finden.

## Nutzung

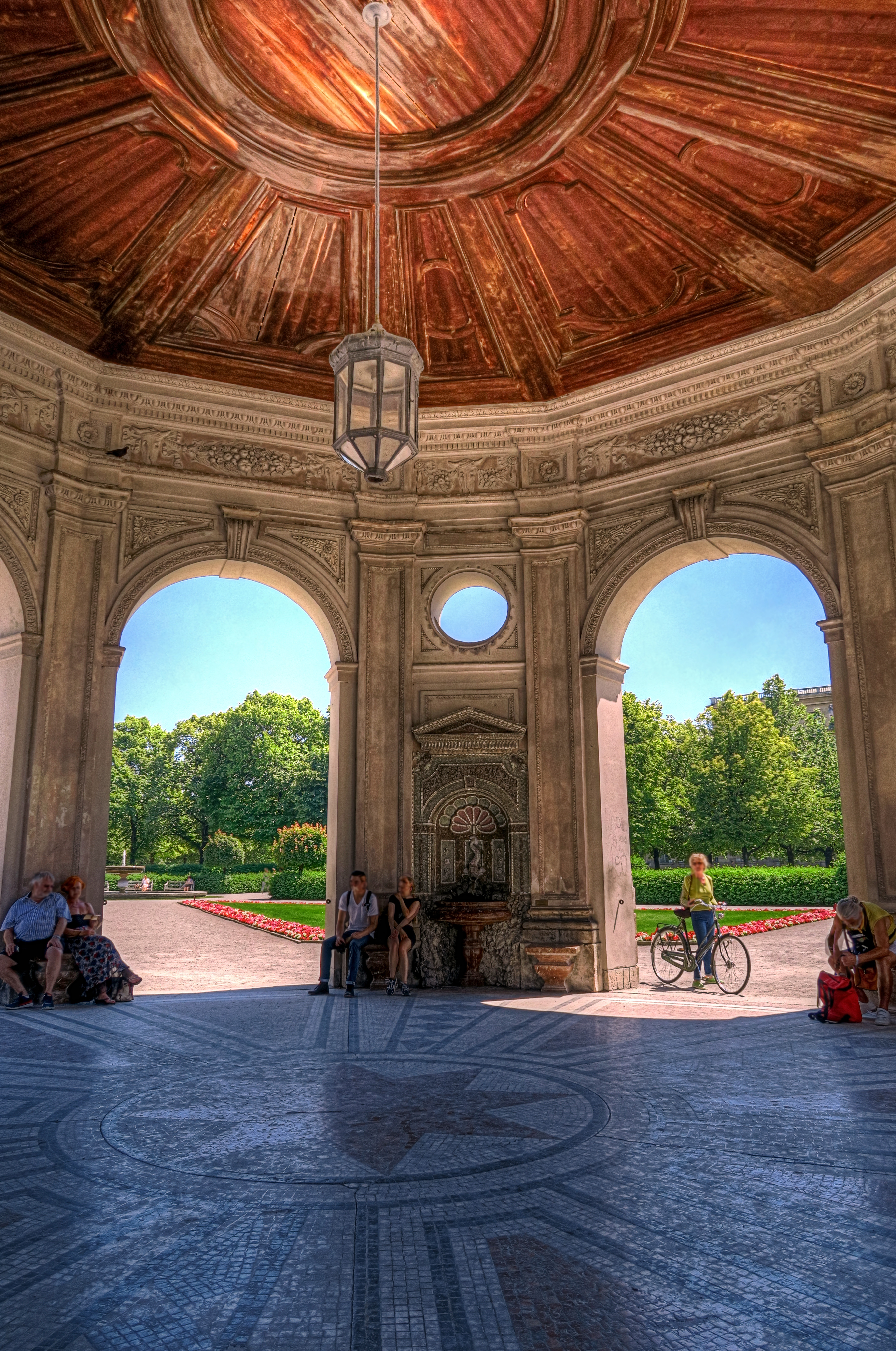
Blick durch die Rundbögen mit Bodenmosaik und Deckengestaltung

Wie der ganze Hofgarten ist auch der Dianatempel normalerweise der Öffentlichkeit frei zugänglich. Ausnahmen sind selten, unter anderem als Kulisse für Filmaufnahmen (beispielsweise für Die drei Musketiere (2011)), und der Zugang vom Odeonsplatz ist bei Großveranstaltungen (beispielsweise Klassik am Odeonsplatz) gelegentlich nicht möglich.
Im Pavillon finden Konzerte statt und Straßenmusiker unterhalten die Parkbesucher; abends dient er im Sommer als inoffizieller und informeller Treffpunkt für Tänzer (Tango Argentino, Salsa und Swing). Diese nichtkommerziellen Veranstaltungen werden geduldet, solange es nicht zu einer Lärmbelästigung der Anwohner oder einer Belästigung der anderen Besucher kommt. An einem sonnigen Sonntagnachmittag bildet sich mitunter eine Menschentraube, um den Tänzern bei ihrem Hobby zuzusehen.
Für eine derartige Nutzung bedarf es einer Absprache mit der Bayerischen Verwaltung der staatlichen Schlösser, Gärten und Seen, die insbesondere die Genehmigungen für die Straßenmusiker vergibt.